# Курская областная научная библиотека имени Н. Н. Асеева
Курская областная универсальная научная библиотека им. Н. Н. Асеева — крупнейшая библиотека Курской области.

## История
Библиотека была открыта 16 мая 1935 года. Основной фонд включал около 200 000 экземпляров, он был сформирован благодаря передачи в новую библиотеку документов из других библиотек города и Курской области.
В 1937 году Наркомпрос проводил проверку советских библиотек, после которой появился приказ заместителя народного комиссара просвещения РСФСР Н. К. Крупской от 16 мая 1937 г. № 1208 «О притуплении классовой бдительности и очковтирательстве в работе Курского ОблОНО по библиотекам». В приказе отмечалась недостаточная укомплектованность библиотеки трудами марксистско-ленинской направленности, сочинениями И. В. Сталина и т. д. В результате этого были репрессированы трое работников библиотеки, в числе которых два директора — Александров и Токмаков. Оба умерли в лагерях, позже были реабилитированы.
Во время Великой Отечественной войны наиболее ценная часть фонда была эвакуирована в город Сарапул Удмуртской АССР совместно с Курским педагогическим институтом. Несмотря на оккупацию, библиотека продолжала свою работу. В послевоенные годы восстанавливался фонд, вновь налаживался межбиблиотечный абонемент, работники повышали квалификацию.
В 1950-х годах начинается строительство нового здания, которое приняло в себя фонды библиотеки и было открыто в 1965 году (архитекторы А. В. Машинский и М. Л. Теплицкий). В марте 1965 года постановлением Совета Министров РСФСР Курской областной библиотеке присвоено имя поэта-курянина Николая Николаевича Асеева.
В 1970-х начата централизация библиотечного дела Курской области под руководством областной библиотеки, призванная улучшить качество библиотечного обслуживания населения и объединить библиотеки в ЦБС.
В середине 80-х библиотека вынуждена организовывать работу согласно «Положению о библиотечном деле в СССР» 1984 г. Положение закрепило объединение библиотек в единую систему и их плановое развитие, а также дало вектор развития не только идеологической направленности, но и научно-информационной функции библиотеки. Внедрение нового классификационного индекса ББК потребовало библиотек больших усилий, переход на ББК Курская областная библиотека выполнила одной из первых.
В 90-х годах начинается компьютеризация библиотек России, однако для библиотеки им. Н. Н. Асеева она осложняется тяжелым экономическим положением Курской области.